# 천북초등학교 북군분교
천북초등학교 북군분교는 대한민국 경상북도 경주시 천북면 신당소티고개길 88-5 (신당리)에 있었던 공립 초등학교이다.

## 연혁
- 1967년 8월 1일 물천초등학교 북군분교로 개교
- 1969년 8월 20일 북군국민학교로 승격
- 1996년 3월 1일 북군초등학교로 개칭
- 1998년 3월 1일 천북초등학교 북군분교장 편입
- 2006년 3월 1일 폐교, 천북초등학교로 통합